# Teulat
Teulat är en kommun i departementet Tarn i regionen Occitanien i södra Frankrike. Kommunen ligger i kantonen Lavaur som tillhör arrondissementet Castres. År 2022 hade Teulat 483 invånare.

## Befolkningsutveckling
Antalet invånare i kommunen Teulat
| Referens: INSEE |

## Monuement

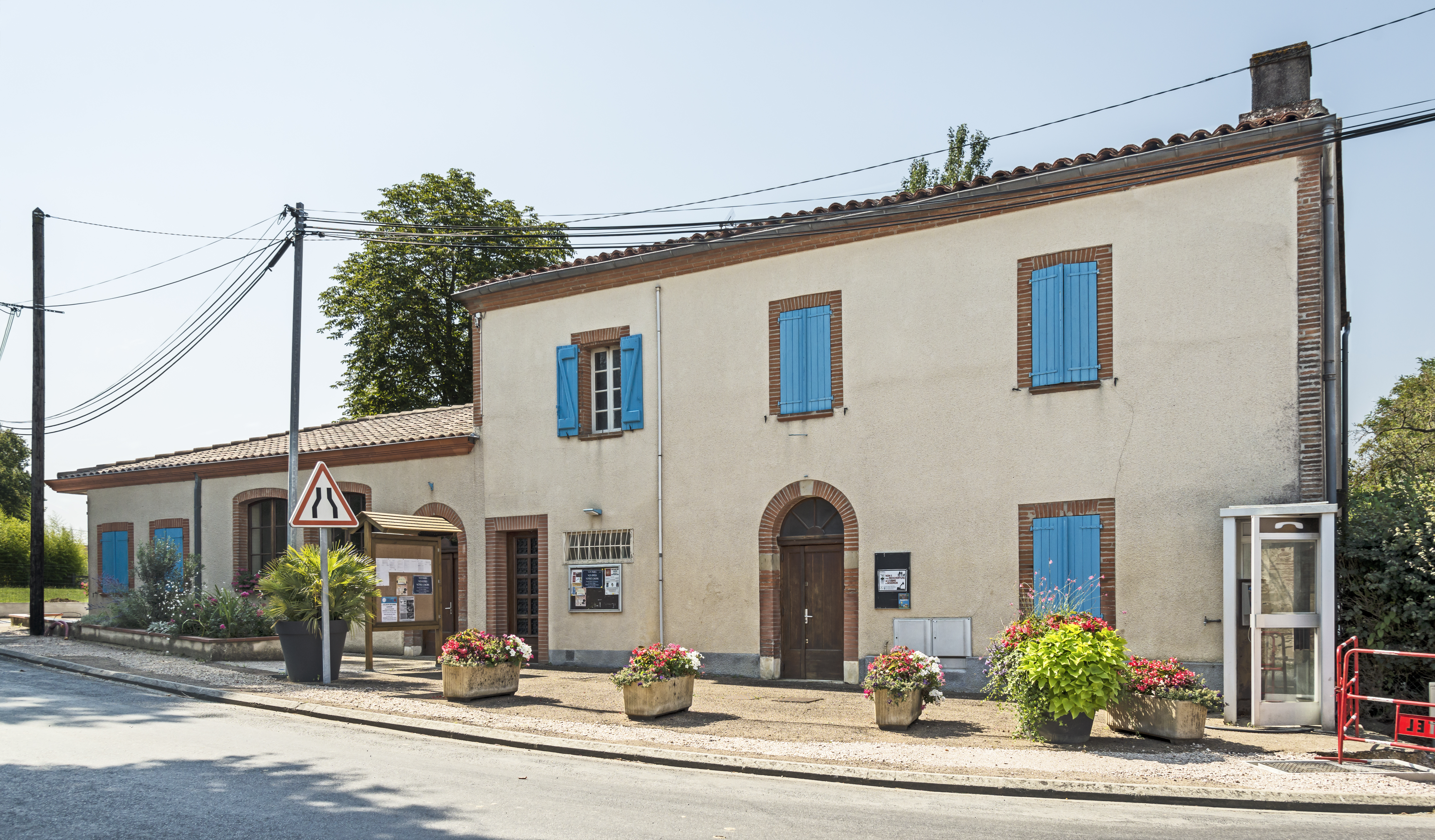
Stadshuset.
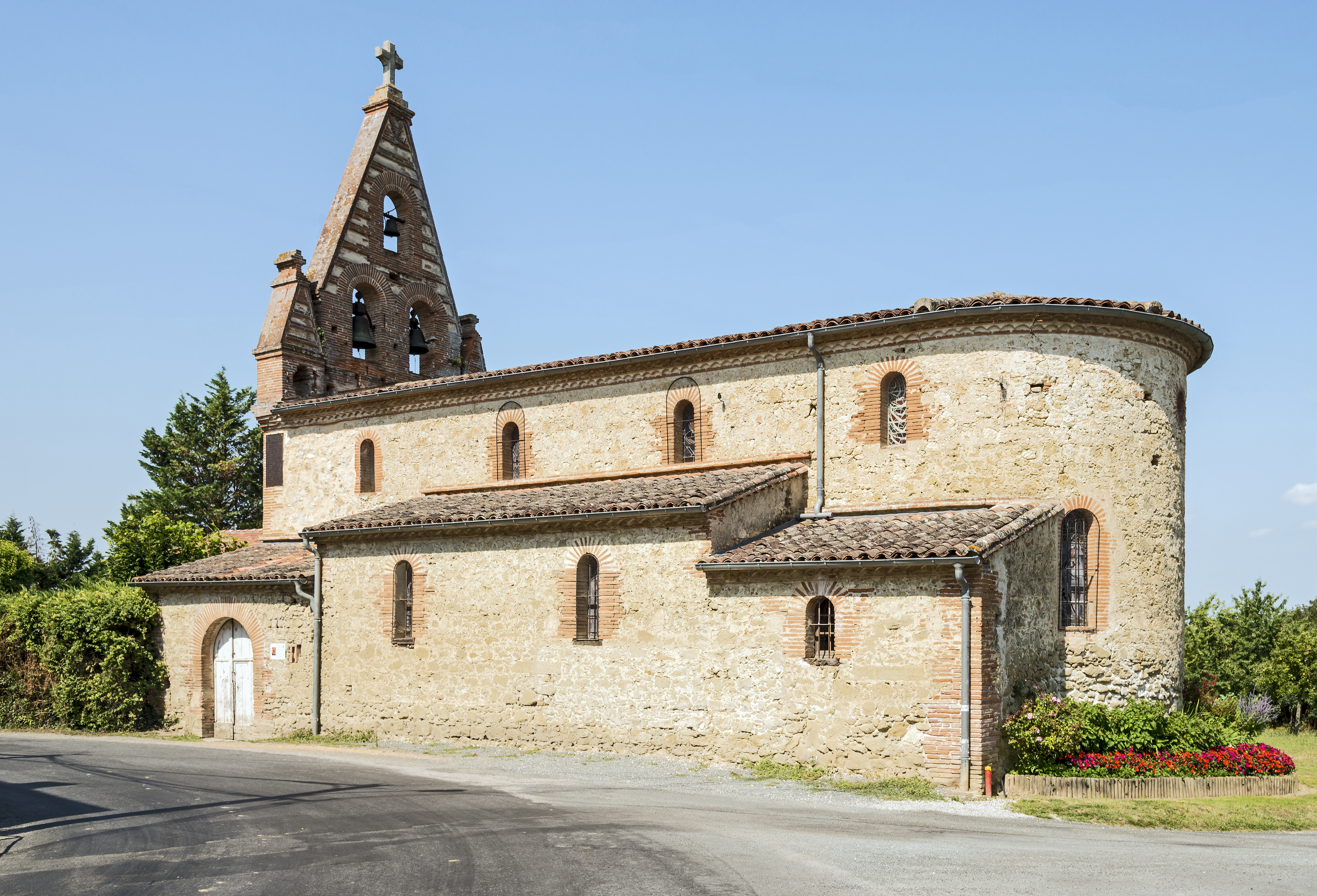
Kapellet St Martin.
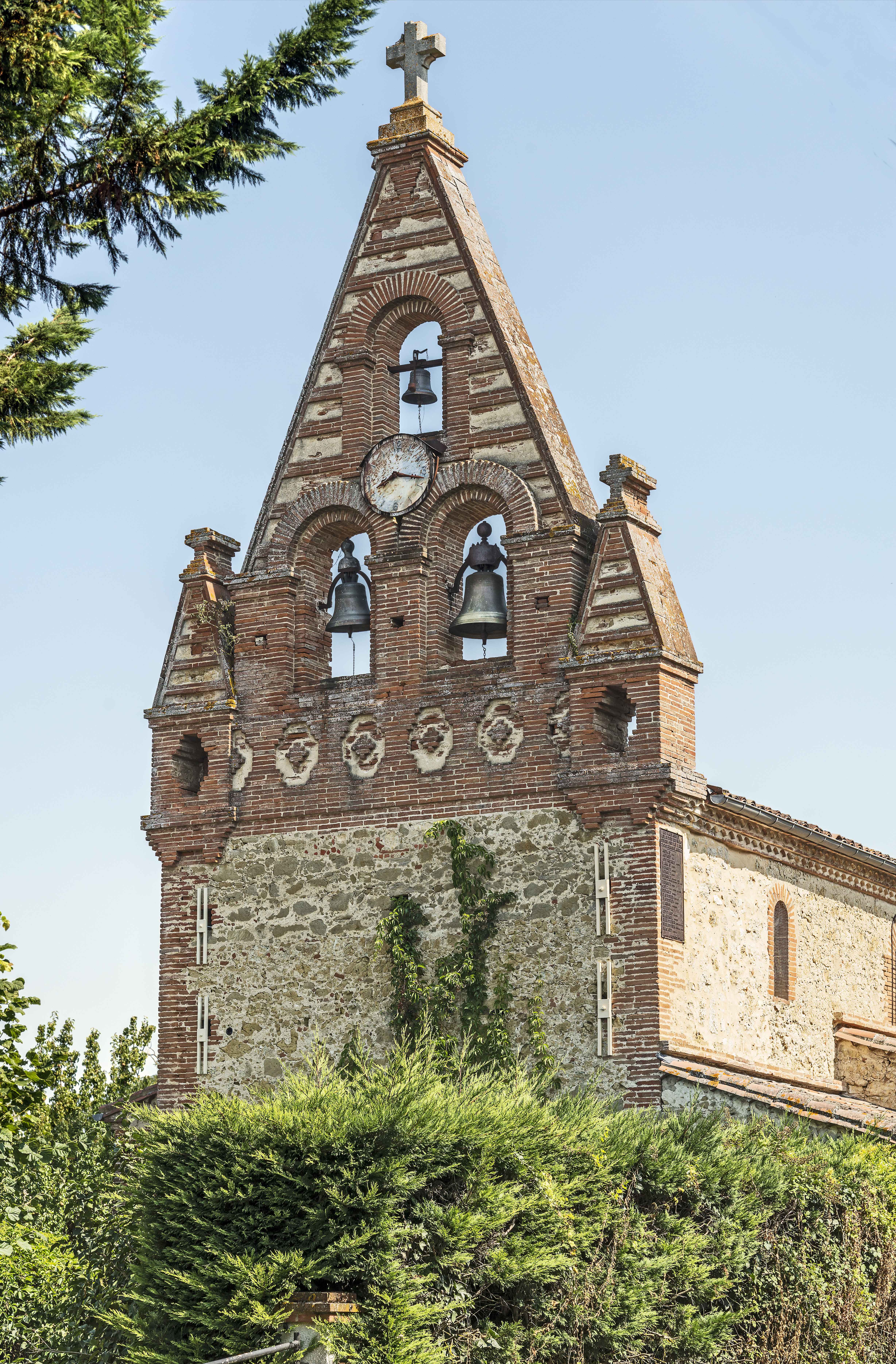
Klocktornet .